# Dobrljin
Dobrljin är en ort i Bosnien och Hercegovina.   Den ligger i entiteten Republika Srpska, i den nordvästra delen av landet, 210 km nordväst om huvudstaden Sarajevo. Dobrljin ligger 121 meter över havet och antalet invånare är 3 582.
Terrängen runt Dobrljin är kuperad åt nordost, men åt sydväst är den platt. Dobrljin ligger nere i en dal. Närmaste större samhälle är Bosanski Novi, 14,0 km sydväst om Dobrljin. 
I omgivningarna runt Dobrljin växer i huvudsak lövfällande lövskog. Runt Dobrljin är det ganska tätbefolkat, med 67 invånare per kvadratkilometer.